# NHL Entry Draft 1981
L'NHL Entry Draft 1981 è stato il 19º draft della National Hockey League. Si è tenuto il 10 giugno 1981 presso il Forum de Montréal di Montréal.
Il terzo NHL Entry Draft si svolse nuovamente presso il Forum de Montréal, sede delle gare casalinghe dei Montreal Canadiens. Rispetto alle edizioni passate nel 1981 si misero in mostra i portieri e i giocatori europei. I portieri scelti furono 25, uno in meno rispetto al record delle edizioni 1975 e 1976, guidati dall'ottava scelta assoluta degli Edmonton Oilers Grant Fuhr, primo giocatore afroamericano ad essere scelto al primo giro. I giocatori provenienti dal vecchio continente furono 32, stabilendo il nuovo primato dopo i 17 giocatori scelti nel 1978. I Buffalo Sabres scelsero al numero 17 il cecoslovacco Jiří Dudáček, tuttavia la federazione non consentì al giocatore di varcare la cortina di ferro. Dudáček rimase comunque il primo ceco nella storia scelto al primo giro. A Winnipeg fu data un'ulteriore scelta, l'unica dell'undicesimo giro, come compensazione per il trasferimento dalla Smythe alla Norris Division.
I Winnipeg Jets selezionarono il centro Dale Hawerchuk dai Cornwall Royals, i Los Angeles Kings invece come seconda scelta puntarono sul centro Doug Smith, proveniente dagli Ottawa 67's, mentre i Washington Capitals scelsero in terza posizione il centro Bobby Carpenter della St. John's School. Fra i 211 giocatori selezionati 119 erano attaccanti, 67 erano difensori mentre 25 erano portieri. Dei giocatori scelti 114 giocarono in NHL, 17 vinsero la Stanley Cup mentre 5 entrarono a far parte della Hockey Hall of Fame.

## Turni
|  | = NHL All-Star |  |  | = NHL All-Star e NHL All-Star Team |  |  | = Membro della Hall of Fame |

Legenda delle posizioni

A = Attaccante   AD = Ala destra   AS = Ala sinistra   C = Centro   D = Difensore   P = Portiere

### Primo giro
| #  | Giocatore             | Nazionalità    | Squadra NHL                         | Squadra di provenienza               |
| -- | --------------------- | -------------- | ----------------------------------- | ------------------------------------ |
| 1  | Dale Hawerchuk (C)    | Canada         | Winnipeg Jets                       | Cornwall Royals (QMJHL)              |
| 2  | Doug Smith (C)        | Canada         | Los Angeles Kings (da Detroit)      | Ottawa 67's (OHL)                    |
| 3  | Bobby Carpenter (C)   | Canada         | Washington Capitals (da Colorado)   | St. John's Prep (USHS-Massachusetts) |
| 4  | Ron Francis (C)       | Canada         | Hartford Whalers                    | S.S. Marie Greyhounds (OHL)          |
| 5  | Joe Cirella (D)       | Canada         | Colorado Rockies (da Washington)    | Oshawa Generals (OHL)                |
| 6  | Jim Benning (D)       | Canada         | Toronto Maple Leafs                 | Portland Winterhawks (WHL)           |
| 7  | Mark Hunter (AD)      | Canada         | Montreal Canadiens (da Pittsburgh)  | Brantford Alexanders (OHL)           |
| 8  | Grant Fuhr (P)        | Canada         | Edmonton Oilers                     | Victoria Cougars (WHL)               |
| 9  | James Patrick (D)     | Canada         | New York Rangers                    | Prince Albert Raiders (SJHL)         |
| 10 | Garth Butcher (D)     | Canada         | Vancouver Canucks                   | Regina Pats (WHL)                    |
| 11 | Randy Moller (D)      | Canada         | Quebec Nordiques                    | Lethbridge Broncos (WHL)             |
| 12 | Tony Tanti (AD)       | Canada         | Chicago Blackhawks                  | Oshawa Generals (OHL)                |
| 13 | Ron Meighan (D)       | Canada         | Minnesota North Stars               | Niagara Falls Flyers (OHL)           |
| 14 | Normand Léveillé (AS) | Canada         | Boston Bruins                       | Chic. Saguenéens (QMJHL)             |
| 15 | Al MacInnis (D)       | Canada         | Calgary Flames                      | Kitchener Rangers (OHL)              |
| 16 | Steve Smith (D)       | Canada         | Philadelphia Flyers                 | S.S. Marie Greyhounds (OHL)          |
| 17 | Jiří Dudáček (AD)     | Cecoslovacchia | Buffalo Sabres                      | Rytíři Kladno (Extraliga)            |
| 18 | Gilbert Delorme (D)   | Canada         | Montreal Canadiens (da Los Angeles) | Chic. Saguenéens (QMJHL)             |
| 19 | Jan Ingman (AS)       | Svezia         | Montreal Canadiens                  | Färjestad (Elitserien)               |
| 20 | Marty Ruff (D)        | Canada         | St. Louis Blues                     | Lethbridge Broncos (WHL)             |
| 21 | Paul Boutilier (D)    | Canada         | New York Islanders                  | Sherbrooke Castors (QMJHL)           |

### Secondo giro
| #  | Giocatore           | Nazionalità | Squadra NHL                          | Squadra di provenienza                     |
| -- | ------------------- | ----------- | ------------------------------------ | ------------------------------------------ |
| 22 | Scott Arniel (C)    | Canada      | Winnipeg Jets                        | Cornwall Royals (QMJHL)                    |
| 23 | Claude Loiselle (C) | Canada      | Detroit Red Wings                    | Windsor Spitfires (OHL)                    |
| 24 | Gary Yaremchuk (C)  | Canada      | Toronto Maple Leafs (da Colorado)    | Portland Winterhawks (WHL)                 |
| 25 | Kevin Griffin (AS)  | Canada      | Chicago Blackhawks (da Hartford)     | Portland Winterhawks (WHL)                 |
| 26 | Rich Chernomaz (AD) | Canada      | Colorado Rockies (da Washington)     | Victoria Cougars (WHL)                     |
| 27 | Dave Donnelly (C)   | Canada      | Minnesota North Stars (da Toronto)   | St. Albert Saints (AJHL)                   |
| 28 | Steve Gatzos (AD)   | Canada      | Pittsburgh Penguins                  | S.S. Marie Greyhounds (OHL)                |
| 29 | Todd Strueby (AS)   | Canada      | Edmonton Oilers                      | Regina Pats (WHL)                          |
| 30 | Jan Erixon (AS)     | Svezia      | New York Rangers                     | Skellefteå AIK (Elitserien)                |
| 31 | Mike Sands (P)      | Canada      | Minnesota North Stars (da Vancouver) | Sudbury Wolves (OHL)                       |
| 32 | Lars Eriksson (P)   | Svezia      | Montreal Canadiens (da Quebec)       | Brynäs (Elitserien)                        |
| 33 | Tom Hirsch (D)      | Stati Uniti | Minnesota North Stars (da Chicago)   | Patrick Henry High School (USHS-Minnesota) |
| 34 | Dave Preuss (AD)    | Stati Uniti | Minnesota North Stars                | St. Thomas Academy (USHS-Minnesota)        |
| 35 | Luc Dufour (AS)     | Canada      | Boston Bruins                        | Chic. Saguenéens (QMJHL)                   |
| 36 | Hakan Nordin (D)    | Svezia      | St. Louis Blues (da Calgary)         | Färjestad (Elitserien)                     |
| 37 | Rich Costello (C)   | Stati Uniti | Philadelphia Flyers                  | Nantick High School (USHS-Massachusetts)   |
| 38 | Hannu Virta (D)     | Finlandia   | Buffalo Sabres                       | TPS (SM-liiga)                             |
| 39 | Dean Kennedy (D)    | Canada      | Los Angeles Kings                    | Brandon Wheat Kings (WHL)                  |
| 40 | Chris Chelios (D)   | Stati Uniti | Montreal Canadiens                   | Moose Jaw Canucks (SJHL)                   |
| 41 | Jali Wahlsten (C)   | Finlandia   | Minnesota North Stars (da St. Louis) | TPS (SM-liiga)                             |
| 42 | Gord Dineen (D)     | Canada      | New York Islanders                   | S.S. Marie Greyhounds (OHL)                |

### Terzo giro
| #  | Giocatore               | Nazionalità    | Squadra NHL                         | Squadra di provenienza      |
| -- | ----------------------- | -------------- | ----------------------------------- | --------------------------- |
| 43 | Jyrki Seppa (D)         | Finlandia      | Winnipeg Jets                       | Ilves (SM-liiga)            |
| 44 | Corrado Micalef (P)     | Canada         | Detroit Red Wings                   | Sherbrooke Castors (QMJHL)  |
| 45 | Eric Calder (D)         | Canada         | Washington Capitals (da Colorado)   | Cornwall Royals (QMJHL)     |
| 46 | Dieter Hegen (C)        | Germania Ovest | Montreal Canadiens (da Hartford)    | Kaufbeuren (Bundesliga)     |
| 47 | Barry Tabobondung (AS)  | Canada         | Philadelphia Flyers (da Washington) | Oshawa Generals (OHL)       |
| 48 | Uli Hiemer (D)          | Germania Ovest | Colorado Rockies (da Toronto)       | EV Füssen (Bundesliga)      |
| 49 | Tom Thornbury (D)       | Canada         | Pittsburgh Penguins                 | Niagara Falls Flyers (OHL)  |
| 50 | Peter Sundström (AS)    | Svezia         | New York Rangers (da Edmonton)      | IF Björklöven (Elitserien)  |
| 51 | Mark Morrison (C)       | Canada         | New York Rangers                    | Victoria Cougars (WHL)      |
| 52 | Jean-Marc Lanthier (AD) | Canada         | Vancouver Canucks                   | Sorel Éperviers (QMJHL)     |
| 53 | Jean-Marc Gaulin (AD)   | Canada         | Quebec Nordiques                    | Sorel Éperviers (QMJHL)     |
| 54 | Darrell Anholt (D)      | Canada         | Chicago Blackhawks                  | Calgary Wranglers (WHL)     |
| 55 | Ernie Godden (C)        | Canada         | Toronto Maple Leafs (da Minnesota)  | Windsor Spitfires (OHL)     |
| 56 | Mike Vernon (P)         | Canada         | Calgary Flames (da Boston)          | Calgary Wranglers (WHL)     |
| 57 | Ron Handy (AS)          | Canada         | New York Islanders (da Calgary)     | S.S. Marie Greyhounds (OHL) |
| 58 | Ken Strong (AS)         | Canada         | Philadelphia Flyers                 | Peterborough Petes (OHL)    |
| 59 | Jim Aldred (D)          | Canada         | Buffalo Sabres                      | Kingston Canadians (OHL)    |
| 60 | Colin Chisholm (D)      | Canada         | Buffalo Sabres (da Los Angeles)     | Calgary Wranglers (WHL)     |
| 61 | Paul MacDermid (AD)     | Canada         | Hartford Whalers (da Montreal)      | Windsor Spitfires (OHL)     |
| 62 | Gord Donnelly (D)       | Canada         | St. Louis Blues                     | Sherbrooke Castors (QMJHL)  |
| 63 | Neal Coulter (AD)       | Canada         | New York Islanders                  | Toronto Marlboros (OHL)     |

### Quarto giro
| #  | Giocatore              | Nazionalità | Squadra NHL                        | Squadra di provenienza                   |
| -- | ---------------------- | ----------- | ---------------------------------- | ---------------------------------------- |
| 64 | Kirk McCaskill (C)     | Canada      | Winnipeg Jets                      | Vermont Catamounts (ECAC)                |
| 65 | Dave Michayluk (AD)    | Canada      | Philadelphia Flyers (da Detroit)   | Regina Pats (WHL)                        |
| 66 | Gus Greco (C)          | Canada      | Colorado Rockies                   | Windsor Spitfires (OHL)                  |
| 67 | Mike Hoffman (AS)      | Canada      | Hartford Whalers                   | Brantford Alexanders (OHL)               |
| 68 | Tony Kellin (D)        | Stati Uniti | Washington Capitals                | Grand Rapids High School (USHS-Michigan) |
| 69 | Terry Tait (AS)        | Canada      | Minnesota North Stars (da Toronto) | S.S. Marie Greyhounds (OHL)              |
| 70 | Norm Schmidt (D)       | Canada      | Pittsburgh Penguins                | Oshawa Generals (OHL)                    |
| 71 | Paul Houck (AD)        | Canada      | Edmonton Oilers                    | Kelowna Buckaroos (BCHL)                 |
| 72 | John Vanbiesbrouck (P) | Stati Uniti | New York Rangers                   | S.S. Marie Greyhounds (OHL)              |
| 73 | Wendell Young (P)      | Canada      | Vancouver Canucks                  | Kitchener Rangers (OHL)                  |
| 74 | Clint Malarchuk (P)    | Canada      | Quebec Nordiques                   | Portland Winterhawks (WHL)               |
| 75 | Perry Pelensky (AD)    | Canada      | Chicago Blackhawks                 | Portland Winterhawks (WHL)               |
| 76 | Jim Malwitz (C)        | Stati Uniti | Minnesota North Stars              | Grand Rapids High School (USHS-Michigan) |
| 77 | Scott McLellan (AD)    | Canada      | Boston Bruins                      | Niagara Falls Flyers (OHL)               |
| 78 | Peter Madach (C)       | Svezia      | Calgary Flames                     | HV71 (Elitserien)                        |
| 79 | Ken Latta (AD)         | Canada      | Philadelphia Flyers                | S.S. Marie Greyhounds (OHL)              |
| 80 | Jeff Eatough (AD)      | Canada      | Buffalo Sabres                     | Cornwall Royals (QMJHL)                  |
| 81 | Marty Dallman (C)      | Canada      | Los Angeles Kings                  | RPI Engineers (ECAC)                     |
| 82 | Kjell Dahlin (AD)      | Svezia      | Montreal Canadiens                 | Timrå (Elitserien)                       |
| 83 | Anders Wikberg (AS)    | Svezia      | Buffalo Sabres (da St. Louis)      | Timrå (Elitserien)                       |
| 84 | Todd Lumbard (P)       | Canada      | New York Islanders                 | Brandon Wheat Kings (WHL)                |

### Quinto giro
| #   | Giocatore               | Nazionalità | Squadra NHL                          | Squadra di provenienza                  |
| --- | ----------------------- | ----------- | ------------------------------------ | --------------------------------------- |
| 85  | Marc Behrend (P)        | Stati Uniti | Winnipeg Jets                        | Wisconsin Badgers (WCHA)                |
| 86  | Larry Trader (D)        | Canada      | Detroit Red Wings                    | London Knights (OHL)                    |
| 87  | Doug Speck (D)          | Canada      | Colorado Rockies                     | Peterborough Petes (OHL)                |
| 88  | Steve Rooney (AS)       | Stati Uniti | Montreal Canadiens (da Hartford)     | Canton High School (USHS-Massachusetts) |
| 89  | Mike Siltala (AD)       | Canada      | Washington Capitals                  | Kingston Canadians (OHL)                |
| 90  | Normand Lefrancois (AS) | Canada      | Toronto Maple Leafs                  | Trois-Rivières Draveurs (QMJHL)         |
| 91  | Peter Sidorkiewicz (P)  | Canada      | Washington Capitals (da Pittsburgh)  | Oshawa Generals (OHL)                   |
| 92  | Phil Drouillard (AS)    | Canada      | Edmonton Oilers                      | Niagara Falls Flyers (OHL)              |
| 93  | Bill Maguire (D)        | Canada      | Hartford Whalers (da NY Rangers)     | Niagara Falls Flyers (OHL)              |
| 94  | Jacques Sylvestre (C)   | Canada      | New York Islanders (da Vancouver)    | Sorel Éperviers (QMJHL)                 |
| 95  | Ed Lee (AD)             | Stati Uniti | Quebec Nordiques                     | Princeton Tigers (ECAC)                 |
| 96  | Doug Chessell (P)       | Canada      | Chicago Blackhawks                   | London Knights (OHL)                    |
| 97  | Kelly Hubbard (D)       | Canada      | Minnesota North Stars                | Portland Winterhawks (WHL)              |
| 98  | Joe Mantione (P)        | Canada      | Boston Bruins                        | Cornwall Royals (QMJHL)                 |
| 99  | Mario Simioni (AD)      | Canada      | Calgary Flames                       | Toronto Marlboros (OHL)                 |
| 100 | Justin Hanley (C)       | Canada      | Philadelphia Flyers                  | Kingston Canadians (OHL)                |
| 101 | Mauri Eivola (C)        | Finlandia   | Buffalo Sabres                       | TPS (SM-liiga)                          |
| 102 | Barry Brigley (C)       | Canada      | Toronto Maple Leafs (da Los Angeles) | Calgary Wranglers (WHL)                 |
| 103 | Dan Bourbonnais (AS)    | Canada      | Hartford Whalers (da Montreal)       | Calgary Wranglers (WHL)                 |
| 104 | Mike Hickey (C)         | Canada      | St. Louis Blues                      | Sudbury Wolves (OHL)                    |
| 105 | Moe Lemay (AS)          | Canada      | Vancouver Canucks (da NY Islanders)  | Ottawa 67's (OHL)                       |

### Sesto giro
| #   | Giocatore            | Nazionalità | Squadra NHL                       | Squadra di provenienza                          |
| --- | -------------------- | ----------- | --------------------------------- | ----------------------------------------------- |
| 106 | Bob O'Connor (P)     | Stati Uniti | Winnipeg Jets                     | Boston College Eagles (ECAC)                    |
| 107 | Gerard Gallant (AS)  | Canada      | Detroit Red Wings                 | Sherbrooke Castors (QMJHL)                      |
| 108 | Bruce Driver (D)     | Canada      | Colorado Rockies                  | Wisconsin Badgers (WCHA)                        |
| 109 | Paul Edwards (D)     | Canada      | Pittsburgh Penguins (da Hartford) | Oshawa Generals (OHL)                           |
| 110 | Jim McGeough (C)     | Canada      | Washington Capitals               | Billings Bighorns (WHL)                         |
| 111 | Steve Smith (D)      | Canada      | Edmonton Oilers (da Toronto)      | London Knights (OHL)                            |
| 112 | Rod Buskas (D)       | Canada      | Pittsburgh Penguins               | Medicine Hat Tigers (WHL)                       |
| 113 | Marc Habscheid (C)   | Canada      | Edmonton Oilers                   | Saskatoon Blades (WHL)                          |
| 114 | Eric Magnuson (C)    | Stati Uniti | New York Rangers                  | RPI Engineers (ECAC)                            |
| 115 | Stu Kulak (AD)       | Canada      | Vancouver Canucks                 | Victoria Cougars (WHL)                          |
| 116 | Mike Eagles (C)      | Canada      | Quebec Nordiques                  | Kitchener Rangers (OHL)                         |
| 117 | Bill Schafhauser (D) | Stati Uniti | Chicago Blackhawks                | Northern Michigan Wildcats (CCHA)               |
| 118 | Paul Guay (AD)       | Stati Uniti | Minnesota North Stars             | Mount Saint Charles Academy (USHS-Rhode Island) |
| 119 | Bruce Milton (D)     | Stati Uniti | Boston Bruins                     | Boston U. Terriers (ECAC)                       |
| 120 | Todd Hooey (AD)      | Canada      | Calgary Flames                    | Windsor Spitfires (OHL)                         |
| 121 | Andre Villeneuve (D) | Canada      | Philadelphia Flyers               | Chic. Saguenéens (QMJHL)                        |
| 122 | Ali Butorac (D)      | Canada      | Buffalo Sabres                    | Ottawa 67's (OHL)                               |
| 123 | Brad Thompson (D)    | Canada      | Los Angeles Kings                 | London Knights (OHL)                            |
| 124 | Tom Anastos (AD)     | Stati Uniti | Montreal Canadiens                | Paddock Pool Saints (GLJHL)                     |
| 125 | Peter Åslin (P)      | Svezia      | St. Louis Blues                   | AIK (Elitserien)                                |
| 126 | Chuck Brimmer (C)    | Canada      | New York Islanders                | Kingston Canadians (OHL)                        |

### Settimo giro
| #   | Giocatore            | Nazionalità    | Squadra NHL                     | Squadra di provenienza                   |
| --- | -------------------- | -------------- | ------------------------------- | ---------------------------------------- |
| 127 | Peter Nilsson (C)    | Svezia         | Winnipeg Jets                   | Hammarby (Elitserien)                    |
| 128 | Greg Stefan (P)      | Canada         | Detroit Red Wings               | Oshawa Generals (OHL)                    |
| 129 | Jeff Larmer (AS)     | Canada         | Colorado Rockies                | Kitchener Rangers (OHL)                  |
| 130 | John Mokosak (D)     | Canada         | Hartford Whalers                | Victoria Cougars (WHL)                   |
| 131 | Risto Jalo (C)       | Finlandia      | Washington Capitals             | Ilves (SM-liiga)                         |
| 132 | Andrew Wright (D)    | Canada         | Toronto Maple Leafs             | Peterborough Petes (OHL)                 |
| 133 | Geoff Wilson (AD)    | Canada         | Pittsburgh Penguins             | Winnipeg Warriors (WHL)                  |
| 134 | Craig Hurley (D)     | Canada         | Los Angeles Kings (da Edmonton) | Saskatoon Blades (WHL)                   |
| 135 | Mike Guentzel (D)    | Stati Uniti    | New York Rangers                | Greenway High School (USHS-Minnesota)    |
| 136 | Bruce Holloway (D)   | Canada         | Vancouver Canucks               | Regina Pats (WHL)                        |
| 137 | Vladimir Svitek (AD) | Cecoslovacchia | Philadelphia Flyers (da Quebec) | Košice (Extraliga)                       |
| 138 | Marc Centrone (C)    | Canada         | Chicago Blackhawks              | Lethbridge Broncos (WHL)                 |
| 139 | Jim Archibald (AD)   | Canada         | Minnesota North Stars           | Moose Jaw Canucks (SJHL)                 |
| 140 | Mats Thelin (D)      | Svezia         | Boston Bruins                   | AIK (Elitserien)                         |
| 141 | Rick Heppner (D)     | Stati Uniti    | Calgary Flames                  | Mounds View High School (USHS-Minnesota) |
| 142 | Gil Hudon (P)        | Canada         | Philadelphia Flyers             | Prince Albert Raiders (SJHL)             |
| 143 | Heikki Leime (D)     | Finlandia      | Buffalo Sabres                  | TPS (SM-liiga)                           |
| 144 | Peter Sawkins (D)    | Stati Uniti    | Los Angeles Kings               | St. Paul Academy (USHS-Minnesota)        |
| 145 | Tom Kurvers (D)      | Stati Uniti    | Montreal Canadiens              | MN Duluth Bulldogs (WCHA)                |
| 146 | Erik Holmberg (C)    | Svezia         | St. Louis Blues                 | Södertälje SK (Elitserien)               |
| 147 | Teppo Virta (AD)     | Finlandia      | New York Islanders              | TPS (SM-liiga)                           |

### Ottavo giro
| #   | Giocatore            | Nazionalità | Squadra NHL           | Squadra di provenienza                 |
| --- | -------------------- | ----------- | --------------------- | -------------------------------------- |
| 148 | Dan McFall (D)       | Stati Uniti | Winnipeg Jets         | Buffalo Jr. Sabres (NAJHL)             |
| 149 | Rick Zombo (AS)      | Stati Uniti | Detroit Red Wings     | Austin Mavericks (USHL)                |
| 150 | Tony Arima (AS)      | Finlandia   | Colorado Rockies      | Jokerit (SM-liiga)                     |
| 151 | Denis Dore (AD)      | Canada      | Hartford Whalers      | Chic. Saguenéens (QMJHL)               |
| 152 | Gaétan Duchesne (AS) | Canada      | Washington Capitals   | Québec Remparts (QMJHL)                |
| 153 | Richard Turmel (D)   | Canada      | Toronto Maple Leafs   | Shawinigan Cataractes (QMJHL)          |
| 154 | Mitch Lamoureux (C)  | Canada      | Pittsburgh Penguins   | Oshawa Generals (OHL)                  |
| 155 | Mike Sturgeon (D)    | Canada      | Edmonton Oilers       | Kelowna Buckaroos (BCJHL)              |
| 156 | Ari Lahteenmaki (AD) | Finlandia   | New York Rangers      | HIFK (SM-liiga)                        |
| 157 | Petri Skriko (AD)    | Finlandia   | Vancouver Canucks     | SaiPa (SM-liiga)                       |
| 158 | Andre Cote (AD)      | Canada      | Quebec Nordiques      | Québec Remparts (QMJHL)                |
| 159 | Johan Mellstrom (AS) | Svezia      | Chicago Blackhawks    | Falu IF (Elitserien)                   |
| 160 | Kari Kanervo (C)     | Finlandia   | Minnesota North Stars | TPS (SM-liiga)                         |
| 161 | Armel Parisee (D)    | Canada      | Boston Bruins         | Chic. Saguenéens (QMJHL)               |
| 162 | Dale DeGray (D)      | Canada      | Calgary Flames        | Oshawa Generals (OHL)                  |
| 163 | Steve Taylor (AS)    | Stati Uniti | Philadelphia Flyers   | Providence Friars (ECAC)               |
| 164 | Gaetano Orlando (C)  | Canada      | Buffalo Sabres        | Providence Friars (ECAC)               |
| 165 | Dan Brennan (AS)     | Canada      | Los Angeles Kings     | ND Fighting Hawks (WCHA)               |
| 166 | Paul Gess (AS)       | Stati Uniti | Montreal Canadiens    | Bloomington Jefferson (USHS-Minnesota) |
| 167 | Alain Vigneault (D)  | Canada      | St. Louis Blues       | Trois-Rivières Draveurs (QMJHL)        |
| 168 | Bill Dowd (D)        | Canada      | New York Islanders    | Ottawa 67's (OHL)                      |

### Nono giro
| #   | Giocatore             | Nazionalità    | Squadra NHL           | Squadra di provenienza                          |
| --- | --------------------- | -------------- | --------------------- | ----------------------------------------------- |
| 169 | Greg Dick (P)         | Stati Uniti    | Winnipeg Jets         | Saint Mary's Cardinals (NCAA)                   |
| 170 | Don LeBlanc (AS)      | Canada         | Detroit Red Wings     | Moncton Hawks (NBJHL)                           |
| 171 | Tim Army (C)          | Stati Uniti    | Colorado Rockies      | East Providence High School (USHS-Rhode Island) |
| 172 | Jeff Poeschl (P)      | Canada         | Hartford Whalers      | Northern Michigan Wildcats (CCHA)               |
| 173 | George White (AS)     | Stati Uniti    | Washington Capitals   | N. Hampshire Wildcats (ECAC)                    |
| 174 | Greg Barber (D)       | Canada         | Toronto Maple Leafs   | Victoria Cougars (WHL)                          |
| 175 | Dean DeFazio (AS)     | Canada         | Pittsburgh Penguins   | Brantford Alexanders (OHL)                      |
| 176 | Miloslav Hořava (D)   | Cecoslovacchia | Edmonton Oilers       | Rytíři Kladno (Extraliga)                       |
| 177 | Paul Reifenberger (C) | Stati Uniti    | New York Rangers      | Anoka High School (USHS-Minnesota)              |
| 178 | Frank Caprice (P)     | Canada         | Vancouver Canucks     | London Knights (OHL)                            |
| 179 | Marc Brisebois (AD)   | Canada         | Quebec Nordiques      | Sorel Éperviers (QMJHL)                         |
| 180 | John Benns (AS)       | Canada         | Chicago Blackhawks    | Billings Bighorns (WHL)                         |
| 181 | Scott Bjugstad (C)    | Stati Uniti    | Minnesota North Stars | Minnesota Gophers (WCHA)                        |
| 182 | Don Sylvestri (P)     | Canada         | Boston Bruins         | Clarkson Golden Knights (ECAC)                  |
| 183 | George Boudreau (D)   | Stati Uniti    | Calgary Flames        | Matignon High School (USHS-Massachusetts)       |
| 184 | Len Hachborn (C)      | Canada         | Philadelphia Flyers   | Brantford Alexanders (OHL)                      |
| 185 | Venci Sebek (D)       | Canada         | Buffalo Sabres        | Niagara Falls Flyers (OHL)                      |
| 186 | Al Tuer (D)           | Canada         | Los Angeles Kings     | Regina Pats (WHL)                               |
| 187 | Scott Ferguson (D)    | Stati Uniti    | Montreal Canadiens    | Edina High School (USHS-Minnesota)              |
| 188 | Dan Wood (AD)         | Canada         | St. Louis Blues       | Kingston Canadians (OHL)                        |
| 189 | Scott MacLellan (C)   | Canada         | New York Islanders    | Burlington Cougars (CBJHL)                      |

### Decimo giro
| #   | Giocatore            | Nazionalità    | Squadra NHL           | Squadra di provenienza          |
| --- | -------------------- | -------------- | --------------------- | ------------------------------- |
| 190 | Vladimír Kadlec (D)  | Cecoslovacchia | Winnipeg Jets         | Vítkovice Steel (Extraliga)     |
| 191 | Robert Nordmark (D)  | Svezia         | Detroit Red Wings     | Västra Frölunda IF (Elitserien) |
| 192 | John Johannson (C)   | Stati Uniti    | Colorado Rockies      | Wisconsin Badgers (WCHA)        |
| 193 | Larry Power (C)      | Canada         | Hartford Whalers      | Kitchener Dutchmen (MWJBHL)     |
| 194 | Chris Valentine (C)  | Canada         | Washington Capitals   | Sorel Éperviers (QMJHL)         |
| 195 | Marc Magnan (AS)     | Canada         | Toronto Maple Leafs   | Lethbridge Broncos (WHL)        |
| 196 | Dave Hannan (C)      | Canada         | Pittsburgh Penguins   | Brantford Alexanders (OHL)      |
| 197 | Gord Sherven (C)     | Canada         | Edmonton Oilers       | Weyburn Red Wings (SJHL)        |
| 198 | Mario Proulx (P)     | Canada         | New York Rangers      | Providence Friars (ECAC)        |
| 199 | Rejean Vignola (C)   | Canada         | Vancouver Canucks     | Shawinigan Cataractes (QMJHL)   |
| 200 | Kari Takko (P)       | Finlandia      | Quebec Nordiques      | Porin Ässät (SM-liiga)          |
| 201 | Sylvain Roy (D)      | Canada         | Chicago Blackhawks    | Hull Olympiques (QMJHL)         |
| 202 | Steve Kudebeh (P)    | Stati Uniti    | Minnesota North Stars | Breck School (USHS-Minnesota)   |
| 203 | Richard Bourque (AS) | Canada         | Boston Bruins         | Sherbrooke Castors (QMJHL)      |
| 204 | Bruce Eakin (C)      | Canada         | Calgary Flames        | Saskatoon Blades (WHL)          |
| 205 | Steve Tsujiura (C)   | Canada         | Philadelphia Flyers   | Medicine Hat Tigers (WHL)       |
| 206 | Warren Harper (AD)   | Canada         | Buffalo Sabres        | Prince Albert Raiders (SJHL)    |
| 207 | Jeff Baikie (AS)     | Canada         | Los Angeles Kings     | Cornell Big Red (ECAC)          |
| 208 | Dan Burrows (P)      | Canada         | Montreal Canadiens    | Belleville Bulls (OPJHL)        |
| 209 | Richard Zemlak (AD)  | Canada         | St. Louis Blues       | Spokane Flyers (WHL)            |
| 210 | Dave Randerson (AD)  | Canada         | New York Islanders    | Stratford Cullitons (MWJBHL)    |

### Undicesimo giro
| #   | Giocatore       | Nazionalità | Squadra NHL   | Squadra di provenienza                |
| --- | --------------- | ----------- | ------------- | ------------------------------------- |
| 211 | Dave Kirwin (D) | Stati Uniti | Winnipeg Jets | Irondale High School (USHS-Minnesota) |

## Selezioni classificate per nazionalità
| Pos. | Paese          | Selezioni |
|      | Nord America   | 179       |
| ---- | -------------- | --------- |
| 1    | Canada         | 143       |
| 2    | Stati Uniti    | 36        |
|      | Europa         | 32        |
| 3    | Svezia         | 14        |
| 4    | Finlandia      | 12        |
| 5    | Cecoslovacchia | 4         |
| 6    | Germania Ovest | 2         |